# Deneuille-lès-Chantelle
Deneuille-lès-Chantelle – miejscowość i gmina we Francji, w regionie Owernia-Rodan-Alpy, w departamencie Allier.

## Demografia
Według danych na rok 1990 gminę zamieszkiwało 80 osób, a gęstość zaludnienia wynosiła 10 osób/km². W styczniu 2015 r. Deneuille-lès-Chantelle zamieszkiwało 95 osób, przy gęstości zaludnienia wynoszącej 11,6 osób/km².